# Миленко Аћимовић
Миленко Аћимовић (15. фебруар 1977. Љубљана, СР Словенија, СФР Југославија) је бивши словеначки фудбалер и репрезентативац Словеније.

## Каријера
Аћимовић је своје прве фудбалске кораке направио у омладинском погону Олимпија из Љубљане. Још као седамнаестогодишњак је одиграо три првенствене утакмице за НК Железничар Љубљана. У сезони 1996./97 за Олимпију је одиграо 34 утакмице и постигао седам голова. После оваквих игара преузела га је београдска Звезда.
Наредне три сезоне Аћимовић игра за Звезду и словеначку фудбалску репрезентацију. Са репрезентацијом Словеније је учествовао на Европском првенству у Белгији и Холандији и на светском првенству 2002. године, које је одржано у Јужној Кореји и Јапану.
После ових игара постао је интересантан за европске клубове. Напушта Београд и сели се у Лондон. У Лондону се придружује Тотенхему и ту остаје две сезоне. Одиграо је само седамнаест утакмица, већину првенства је преседео на клупи.
Из Тотенхема се Аћимовић преселио у Лил. Сезону је добро започео и себи обезбедио место у првој једанаесторици. Клуб је играо добро и обезбедили су учешће у Купу УЕФА где су догурали до осмине финала. Те године Лил је био други у првенству Француске и тиме је осигурао учешће у лиги шампиона.
После играња у Француској, једну сезону Аћимовић игра у Саудијској Арабији и на крају 2007. прелазу у Аустрију где игра за Аустрију из Беча.
За репрезентацију Словеније је први пут наступио 22. априла 1998. године у Мурској Соботи на утакмици против репрезентације Чешке. Репрезентативну каријеру је завршио у августу 2007.